# Seznam slovenských ledních hokejistů na olympijských hrách
Tučně = zlato
ZOH xxx = stříbro
ZOH xxx = bronz
| Hráč               | Post    | Počet | Zlatá medaile | Stříbrná medaile | Bronzová medaile | ZOH                                    |
| ------------------ | ------- | ----- | ------------- | ---------------- | ---------------- | -------------------------------------- |
| Ľubomír Višňovský  | Obránce | 4     | 0             | 0                | 0                | ZOH 1998, ZOH 2002, ZOH 2006, ZOH 2010 |
| Miroslav Šatan     | Útočník | 4     | 0             | 0                | 0                | ZOH 1994, ZOH 2002, ZOH 2006, ZOH 2010 |
| Jozef Stümpel      | Útočník | 3     | 0             | 0                | 0                | ZOH 2002, ZOH 2006, ZOH 2010           |
| Ľuboš Bartečko     | Útočník | 3     | 0             | 0                | 0                | ZOH 2002, ZOH 2006, ZOH 2010           |
| Marián Hossa       | Útočník | 4     | 0             | 0                | 0                | ZOH 2002, ZOH 2006, ZOH 2010, ZOH 2014 |
| Pavol Demitra      | Útočník | 3     | 0             | 0                | 0                | ZOH 2002, ZOH 2006, ZOH 2010           |
| Róbert Petrovický  | Útočník | 3     | 0             | 0                | 0                | ZOH 1994, ZOH 1998, ZOH 2002           |
| Žigmund Pálffy     | Útočník | 3     | 0             | 0                | 0                | ZOH 1994, ZOH 2002, ZOH 2010           |
| Andrej Meszároš    | Obránce | 3     | 0             | 0                | 0                | ZOH 2006, ZOH 2010, ZOH 2014           |
| Branislav Jánoš    | Útočník | 2     | 0             | 0                | 0                | ZOH 1994, ZOH 1998                     |
| Ivan Majeský       | Obránce | 2     | 0             | 0                | 0                | ZOH 2002, ZOH 2006                     |
| Ján Lašák          | Brankář | 2     | 0             | 0                | 0                | ZOH 2002, ZOH 2006                     |
| Ján Pardavý        | Útočník | 2     | 0             | 0                | 0                | ZOH 1998, ZOH 2002                     |
| Ján Varholík       | Útočník | 2     | 0             | 0                | 0                | ZOH 1994, ZOH 1998                     |
| Jozef Daňo         | Útočník | 2     | 0             | 0                | 0                | ZOH 1994, ZOH 1998                     |
| Ľubomír Kolník     | Útočník | 2     | 0             | 0                | 0                | ZOH 1994, ZOH 1998                     |
| Ľubomír Sekeráš    | Obránce | 2     | 0             | 0                | 0                | ZOH 1994, ZOH 1998                     |
| Marcel Hossa       | Útočník | 3     | 0             | 0                | 0                | ZOH 2006, ZOH 2010, ZOH 2014           |
| Marián Gáborík     | Útočník | 2     | 0             | 0                | 0                | ZOH 2006, ZOH 2010                     |
| Martin Štrbák      | Obránce | 2     | 0             | 0                | 0                | ZOH 2006, ZOH 2010                     |
| Michal Handzuš     | Útočník | 3     | 0             | 0                | 0                | ZOH 2002, ZOH 2010, ZOH 2014           |
| Milan Jurčina      | Obránce | 3     | 0             | 0                | 0                | ZOH 2006, ZOH 2010, ZOH 2014           |
| Oto Haščák         | Útočník | 2     | 0             | 0                | 0                | ZOH 1994, ZOH 1998                     |
| Peter Bondra       | Útočník | 2     | 0             | 0                | 0                | ZOH 1998, ZOH 2006                     |
| Richard Kapuš      | Útočník | 2     | 0             | 0                | 0                | ZOH 2002, ZOH 2006                     |
| Richard Zedník     | Útočník | 2     | 0             | 0                | 0                | ZOH 2006, ZOH 2010                     |
| Róbert Švehla      | Obránce | 2     | 0             | 0                | 0                | ZOH 1994, ZOH 1998                     |
| Roman Kontšek      | Útočník | 2     | 0             | 0                | 0                | ZOH 1994, ZOH 1998                     |
| Vlastimil Plavucha | Útočník | 2     | 0             | 0                | 0                | ZOH 1994, ZOH 1998                     |
| Zdeno Chára        | Obránce | 3     | 0             | 0                | 0                | ZOH 2006, ZOH 2010, ZOH 2014           |
| Peter Budaj        | Brankář | 1     | 0             | 0                | 0                | ZOH 2014                               |
| Jaroslav Halák     | Brankář | 1     | 0             | 0                | 0                | ZOH 2014                               |
| Ján Laco           | Brankář | 1     | 0             | 0                | 0                | ZOH 2014                               |
| Ivan Baranka       | Obránce | 2     | 0             | 0                | 0                | ZOH 2010, ZOH 2014                     |
| Martin Marinčin    | Obránce | 1     | 0             | 0                | 0                | ZOH 2014                               |
| Andrej Sekera      | Obránce | 1     | 0             | 0                | 0                | ZOH 2014                               |
| René Vydarený      | Obránce | 1     | 0             | 0                | 0                | ZOH 2014                               |
| Milan Bartovič     | Útočník | 1     | 0             | 0                | 0                | ZOH 2014                               |
| Michel Miklík      | Útočník | 1     | 0             | 0                | 0                | ZOH 2014                               |
| Peter Ölvecký      | Útočník | 1     | 0             | 0                | 0                | ZOH 2014                               |
| Tomáš Jurčo        | Útočník | 1     | 0             | 0                | 0                | ZOH 2014                               |
| Tomáš Kopecký      | Útočník | 1     | 0             | 0                | 0                | ZOH 2014                               |
| Tomáš Marcinko     | Útočník | 1     | 0             | 0                | 0                | ZOH 2014                               |
| Richard Pánik      | Útočník | 1     | 0             | 0                | 0                | ZOH 2014                               |
| Tomáš Surový       | Útočník | 1     | 0             | 0                | 0                | ZOH 2014                               |
| Tomáš Tatar        | Útočník | 1     | 0             | 0                | 0                | ZOH 2014                               |
| Tomáš Záborský     | Útočník | 1     | 0             | 0                | 0                | ZOH 2014                               |
| Dušan Milo         | Obránce | 1     | 0             | 0                | 0                | ZOH 2002                               |
| Ivan Droppa        | Obránce | 1     | 0             | 0                | 0                | ZOH 1998                               |
| Jaroslav Obšut     | Obránce | 1     | 0             | 0                | 0                | ZOH 2002                               |
| Jerguš Bača        | Obránce | 1     | 0             | 0                | 0                | ZOH 1994                               |
| Zdeno Cíger        | Obránce | 1     | 0             | 0                | 0                | ZOH 1998                               |